# Korra Garra
Korra Garra (ou Kora Gara) é um escritor etíope, especialista na língua e cultura konso e uma autoridade em agricultura konso. Ele é conhecido por suas apresentações sobre a importância da árvore Moringa na economia e na cultura konso.

## Linguística e poesia
Korra Garra esteve envolvido na elaboração de padrões de ortografia para o idioma konso. O konso não possui um alfabeto padrão, embora algum material religioso cristão tenha sido publicado na escrita fidäl. Korra Garra publicou dois livros de histórias em escrita latina no Departamento de Línguas e Culturas Africanas da Universidade de Leiden. Um deles é Konso Water and Gods, ou Torra Afaa Xonso (2003). Ato Kora Gara foi um dos dois representantes do Konso na Conferência Internacional sobre as Línguas Etíopes/Africanas em Perigo realizada em Adis Abeba em 27–30 de abril de 2005, onde fez uma leitura de poesia em konso/amárico.

## Agricultura

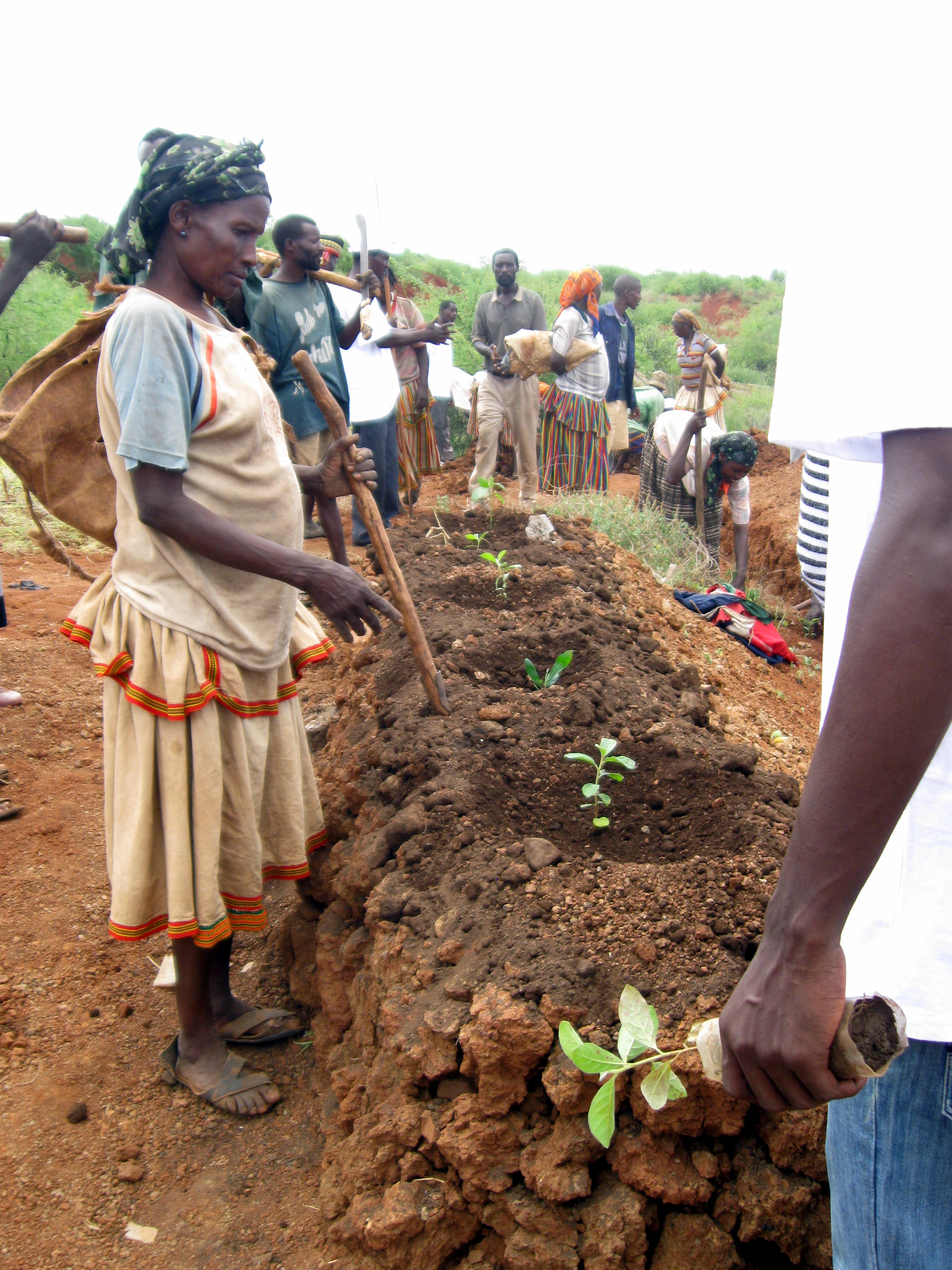
Plantando Moringa stenopetala em Konso, 2012

Korra Garra é servidor do Ministério da Agricultura da Etiópia. Em 2008, Korra Gara observou que 80% da economia konso era agrícola. As pessoas praticavam o consórcio para reduzir o risco de quebra de safra durante a seca. O crescimento populacional e o declínio das chuvas devido ao desmatamento estão causando uma crescente insegurança alimentar. As folhas da Moringa (árvore do repolho) são uma parte importante da dieta konso. Korra Garra falou em Torino de 21 a 25 de outubro de 2010 na conferência Mãe Terra 2010, onde ele discutiu o uso da Moringa stenopetala pelos camponeses konso. A planta é de importância incomum para esta comunidade como alimento e remédio, e os konso possuem muitos provérbios e mitos relacionados à Moringa. Ele deu uma palestra sobre "O que é Moringa stenopetala para o povo konso?" na Conferência Terracing & Moringa realizada em dezembro de 2011 no Instituto Italiano de Cultura em Addis Abeba.
Em 2014, Korra Garra estava executando um projeto comunitário "Plantas e seus produtos" em Lower Dokattu, e deu palestras aos visitantes sobre a cultura konso, a agricultura e a relação do povo konso com o meio ambiente. Como um ancião da comunidade konso, ele foi nomeado membro da Força-Tarefa Moringa stenopetala em 2014.

## Publicações
- Korra Garra. ለማስተዋል የቀረበ ግብዣ ግጥሞች ከኮንሶ - Invitation to Memory - Poems from Konso Land. [S.l.: s.n.]
- Alemitu Abebe; Enrico Castelli (2003). Konso Music and Songs/Kirba afaa Xonso. Col: Ethiopiques. 12. (CD) Translations from Xonso to English: Alemitu Abebe, Enrico Castelli, Korra Garra. [S.l.]: Buda Musique 82252-2
- Korra Garra (2003). Konso Water and Gods (Torra Afaa Xonso). [S.l.]: Leiden University Department of African Languages and Cultures
- Korra Garra, with the help of Maarten Mous (2004). «Rhyme in Konso poetry». Lassan. 18 (1): 56–67
- Korra Garra (14 de dezembro de 2011). «What is Moringa stenopetala to Konso people?». Proceedings of the 2nd Conference on Konso Cultural Landscape Terracing & Moringa. [S.l.]: Italian Cultural Institute. Addis Ababa. 104 páginas. ISBN 9788859610526
- Kora Garra (23 de maio de 2014). «Indigenous use of Moringa stenopetala by the community of Konso and Hammer». Proceeding of Consultative Workshop on Moringa stenopetala to Maximize Its Potential Uses. [S.l.: s.n.] p. 11